# بافلا بوزناروفا
بافلا بوزناروفا (بالتشيكية: Pavla Poznarová)‏ مواليد 26 سبتمبر 1986 في زلين، التشيك، هي لاعبة كرة يد تشيكية تلعب كظهير أيسر. مثلت منتخب التشيك لكرة اليد للسيدات.

## سجل المنافسة
شاركت في البطولات التالية:
- بطولة العالم لكرة اليد للسيدات 2013
- بطولة أوروبا لكرة اليد للسيدات 2012

## روابط خارجية
- بافلا بوزناروفا على موقع الاتحاد الأوروبي لكرة اليد (الإنجليزية)